# Kalghay
Kalghay o khalgay (també kalgha i kalghagha) era el títol del representant i de l'hereu del Kan de Crimea i també en altres kanats de l'estepa. Kalghay és l'equivalent tàtar del turc kalsun o kala; la paraula vol dir "roman" (el que roman al front dels afers en absència del titular).
El khalgay ja existia a l'Horda d'Or i era sempre un fill o germà del kan i prenia les decisions en absència del cap sent el guardià de la llar. Segons la tradició mongola aquesta funció pertanyia al fill petit i fins al segle xvi eren escollits quasi sempre els fills petits o els germans petits.
Poc més de la meitat dels kans de Crimea foren abans khalgay (que se sàpiga) el que indicava que la seva funció de representant era més important que la d'hereu. Dins el Kanat de Crimea els khalgay tenien un feu, centrat a Akmesdjid (propera a la moderna Simferòpol), on era sobirà absolut, dominant la part interior de Crimea, la ciutat i l'enclavament otomà de Feodòssia; el seu palau i residència oficial era a Ak Mejid, a uns 30 km de Bakhtxisarai a la riba esquerra del Salgir (fou demolit el 1783 després de la conquesta russa). Tenia el seu propi diwan o consell.
A partir del 1584 va sorgir la figura del nureddin (de Nur al-Din) o segon hereu; la tendència fou que el khalgay era un germà del kan de més o menys edat que ell mateix, i el nureddin era el fill favorit del kan. El khalgay podia ser cridat a dirigir les tropes en cas de guerra (si era per servir als otomans aquestos li pagaven un subsidi, si era contra Rússia o Polònia-Lituània, tenia el 10% del botí). Si el kan dirigia l'exèrcit el khalgay restava a Crimea per protegir el país contra atacs de cosacs o altres; si els dos dirigien les tropes el khalgay manava l'ala dreta. Quan moria un kan el kalghay assolia la direcció dels afers fins al nomenament del següent.